# Alexandre Petrovitch Sokolov
Pour les articles homonymes, voir Sokolov.
Alexandre Petrovitch Sokolov (1829-1913) est un peintre russe, fils de l'aquarelliste Piotr Sokolov, neveu de Karl Brioullov, et frère des peintres Piotr et Pavel Sokolov.

## Biographie
Alexandre Sokolov étudie au lycée N°2 de Saint-Pétersbourg sans terminer son cycle d'études. Il entre en 1847 (ses parents ayant déménagé à Moscou) à l'école de peinture, de sculpture et d'architecture de Moscou, puis deux ans après à l'académie impériale de Saint-Pétersbourg. Il en sort « artiste libre » et se spécialise dans les portraits à l'aquarelle comme son père et acquiert vite une réputation dans la bonne société.
Il est admis au rang d'académicien en 1859 pour son portrait de Madame von Kruze, ses enfants et son frère. Il s'approche du mouvement des Peintres ambulants en 1881 et participe à leurs expositions.
Sokolov marque une prédilection pour les portraits de dames, dont on peut admirer nombre de ses œuvres au musée Alexandre III de Saint-Pétersbourg (aujourd'hui Musée Russe) et à la galerie Tretiakov de Moscou. Il peint aussi les portraits de plusieurs membres de la famille impériale et de l'impératrice Marie Féodorovna devenue veuve. À partir de 1892, il est conservateur du musée de l'académie des Beaux-Arts.